# Zora Petrović
Zora Petrović cyr. Зора Петровић (ur. 17 maja 1894 w Dobricy, zm. 25 maja 1962 w Belgradzie) – malarka serbska.

## Życiorys
W 1909 ukończyła szkołę średnią w Pančevie, a trzy lata później rozpoczęła naukę w szkole sztuk pięknych w Belgradzie, gdzie kształciła się pod kierunkiem Milana Milovanovicia. W czasie I wojny światowej wyjechała do Pesztu, gdzie pobierała lekcje malarstwa u prof. Lajosa Deak-Ebnera, a następnie kształciła się w Królewskiej Węgierskiej Akademii Sztuk Pięknych. Wróciła do Belgradu w 1919, a dwa lata później rozpoczęła pracę nauczycielki w gimnazjum żeńskim. Od 1924 związana z grupą artystyczną Dada, a następnie Oblik.
W latach 1925–1926 przebywała w Paryżu, gdzie kształciła się pod kierunkiem Andre Lhote'a. Po powrocie do Belgradu w 1927 zaprezentowała swoje prace na wystawie w stołecznym Pawilionie Cvijety Zuzorić. W tym czasie uczyła rysunku, a w latach 1942-1944 pracowała na stanowisku profesora uczelni artystycznej Mladena Josicia. Od 1952 była wykładowcą Akademii Sztuk Pięknych w Belgradzie, z którą była związana do śmierci. W tym czasie współpracowała z grupą artystyczną Samostalni. Zmarła w Belgradzie, została pochowana w Pančevie.

## Twórczość
Większość obrazów Petrović stanowią portrety i pejzaże, malowała także akty. Dzieła malarki znajdują się w zbiorach Muzeum Narodowego w Belgradzie, Muzeum Sztuki Współczesnej w Belgradzie, a także w kolekcji Pawła Bielanskiego w Nowym Sadzie.